# Giuliano di Le Mans
Giuliano (in francese Julien) (Roma?, III secolo – Sarthe, IV secolo) fu il primo vescovo di Le Mans ed è venerato come santo dalla Chiesa cattolica.

## Biografia

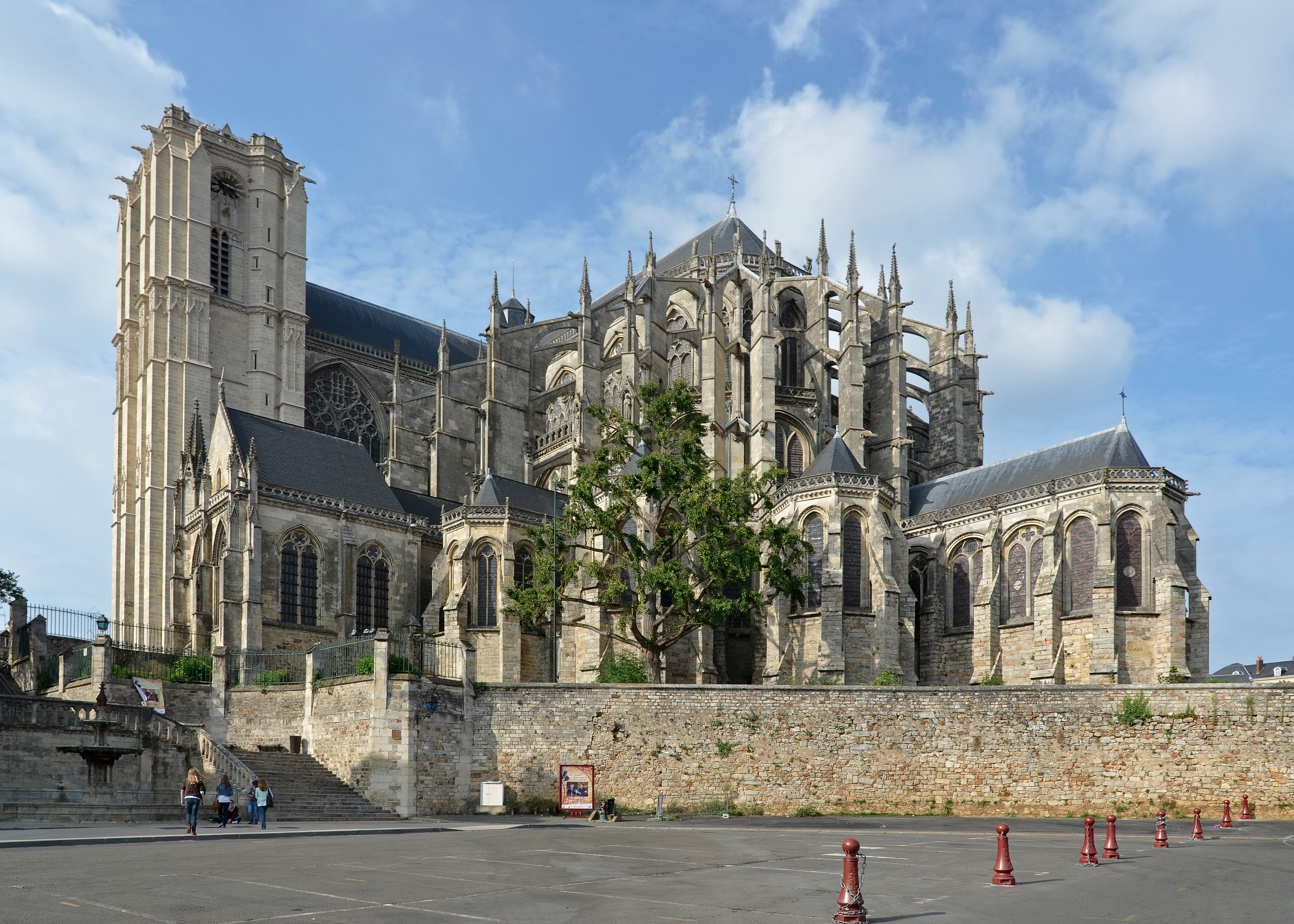
La cattedrale di Le Mans

Si pensa che possa essere stato un nobile romano, il cui nome indicherebbe l'appartenenza alla gens Giulia. Alcuni testi lo identificano erroneamente con Simone il lebbroso o come uno dei settantadue discepoli di Cristo.
Fu consacrato vescovo a Roma intorno alla metà del III secolo e mandato nella Gallia per insegnare il Vangelo alla tribù dei Cenomani. La loro capitale era Civitas Cenomanorum (Le Mans), che in quegli anni stava soffrendo per una grave mancanza d'acqua potabile. La leggenda vuole che egli abbia conficcato il suo bastone vescovile nel terreno e pregato, dopodiché l'acqua cominciò a sgorgare in superficie. Questo miracolo gli permise di predicare liberamente nell'area di Le Mans. I principali cittadini di Le Mans furono convertiti al Cristianesimo e donarono alla Chiesa parte di un palazzo che servì come prima cattedrale della città.
Giuliano convertì poi molti cittadini del popolo e si prese cura dei poveri, degli infermi e degli orfani. Tra i suoi miracoli vi fu la resurrezione di un uomo morto. Dopo essere diventato vecchio si ritirò a Sarthe per vivere da eremita. Fu succeduto come vescovo di Le Mans da san Liborio.

## Venerazione
- Gli è dedicata la Cattedrale di Le Mans.

La festa di san Giuliano di Le Mans fu celebrata per molto tempo anche in Inghilterra, perché Enrico II era nato a Le Mans. Era venerato nel sud dell'Inghilterra in almeno nove monasteri benedettini. La chiesa di St. Julian di Norwich prende probabilmente il suo nome. Le sue reliquie furono dapprima conservate in un sacrario del monastero benedettino di Saint-Julian-du-Pré, ma gli Ugonotti le dispersero nel 1562. La testa del santo è ancora esposta nella cattedrale di Le Mans, dove la si può vedere dal 1254.
È il patrono di Pollina, dove viene festeggiato la seconda domenica di luglio e nel venerdì e sabato precedenti, e di Castrovillari, dove viene festeggiato il 27 gennaio e l'ultima domenica di agosto.